# Pasternik
Pasternik (deutsch Zittel) war eine Ortschaft in Polen. Sie wurde in den 1960er Jahren aufgelöst und befand sich auf dem Gebiet der heutigen Gemeinde Bogatynia im Tagebauloch der Grube Turów.

## Lage
Der Ort befand sich zwischen Zittau und Bogatynia unmittelbar östlich an Biedrzychowice Górne (ehemals Friedersdorf) grenzend und war von letzterem Dorf nur durch den Mühlgraben getrennt.

## Geschichte
Der Gründungszeitpunkt des Dorfes ist unbekannt. Zittel war Sitz eines Rittergutes, das die Stadt Zittau 1380 erwarb. Einer Sage nach soll auf dem Wall ein altes Schloss der Herren von Zittel gestanden haben, von dem keine Überreste erhalten sind. Die Bewohner waren vor allem Häusler sowie Leinen- und Kattunweber. In Zittel bestanden zwei Bauerngüter, zwei Halbgüter und eine Schnapsbrennerei. An der Friedersdorfer Brücke befand sich die zum Rittergut gehörende Schäferei.
Zittel hatte einen eigenen Ortsrichter und war ursprünglich nach Oberullersdorf gepfarrt, jedoch wurde im Ort nach dem Dreißigjährigen Krieg eine eigene kirchliche Verfassung praktiziert. Als 1628 bei der Gegenreformation der evangelische Pfarrer von Ullersdorf und Vater von Christian Keimann, Zacharias Keimann, vertrieben worden war, blieb die Pfarrstelle über anderthalb Jahre unbesetzt. Das führte dazu, dass die Zitteler zu Gottesdiensten, Beichte und Abendmahl die Kirche im Nachbarort Friedersdorf aufsuchten und schließlich eigene Kirchstände besaßen. Auch nach der Wiederbesetzung der Pfarrstelle in Oberullersdorf hielten sich die Bewohner weiter an die nahegelegene Kirche und gingen nicht mehr in das an der böhmischen Grenze liegende Ullersdorf. Daraus entwickelte sich ein Streit, den der Rat in Zittau dadurch zu schlichten suchte, dass er seinen Untertanen in Zittel 1682 anordnete, künftig die Kirche in Kleinschönau zu besuchen.
Zu den Gottesdiensten gingen die Zitteler trotzdem zumeist in die Friedersdorfer Kirche, und nur vereinzelt nach Kleinschönau. Die Kommunion erfolgte durch den Kleinschönauer Pfarrer, während der Oberullersdorfer Geistliche die Krankenkommunionen hielt. Zu den Taufen kam der Oberullersdorfer Pfarrer nach Zittel, um diese im Kretscham durchzuführen, wo ein eigens dafür geschaffenes Taufzimmer vorgehalten wurde. Die Trauungen und Leichenbegängnisse erfolgen in der Oberullersdorfer Kirche. Um diesen Zustand zu beenden, erfolgte 1836 die Umpfarrung nach Friedersdorf. 1772 hatte der Ort 105 Einwohner, 1820 bestand Zittel aus 18 Häusern, in denen 90 Menschen lebten.
Mit der Ablösung der Grundherrschaften wurde das an der alten Handelsstraße von Zittau nach Friedland gelegene Dorf 1856 zur selbständigen Gemeinde. In der zweiten Hälfte des 19. Jahrhunderts wurde in Zittel mit dem Abbau von Braunkohle begonnen. Die Werke waren kleinere Tiefbauten, die durch Bauerngutsbesitzer nicht besonders erfolgreich betrieben wurden.
Mit der Errichtung der Schmalspurbahn Zittau–Reichenau erhielt Zittel 1884 eine Haltestelle. 1925 hatte Zittel 168 Bewohner. 1930 wurde der zur Amtshauptmannschaft Zittau gehörige Ort nach Friedersdorf eingemeindet.
Nach dem Zweiten Weltkrieg kam der Ort zu Polen und blieb ein Teil der Gemeinde Biedrzychowice Górne. Der 1945 eingestellte Eisenbahnbetrieb lief im Folgejahr wieder an, jedoch nur noch zwischen Sieniawka und Bogatynia und wurde 1961 wegen der Vergrößerung des Tagebaus Turów eingestellt. Zum Ende der 1960er Jahre wurde Pasternik aufgelöst und nach 1970 abgebaggert.